# Párnica
Párnica (Hongaars: Párnica) is een Slowaakse gemeente in de regio Žilina, en maakt deel uit van het district Dolný Kubín.
Párnica telt 807 inwoners.